# Apogonia basalis
Apogonia basalis är en skalbaggsart som beskrevs av Moser 1915. Apogonia basalis ingår i släktet Apogonia och familjen Melolonthidae. Inga underarter finns listade i Catalogue of Life.